# Gwiazdnica błotna
Gwiazdnica błotna (Stellaria palustris Ehrh. ex Hoffm.) – gatunek rośliny z rodziny goździkowatych (Caryophyllaceae). Występuje w strefie umiarkowanej Europy i Azji od Irlandii i Francji na zachodzie po Japonię na wschodzie. W Polsce szeroko rozprzestrzeniony.

## Morfologia

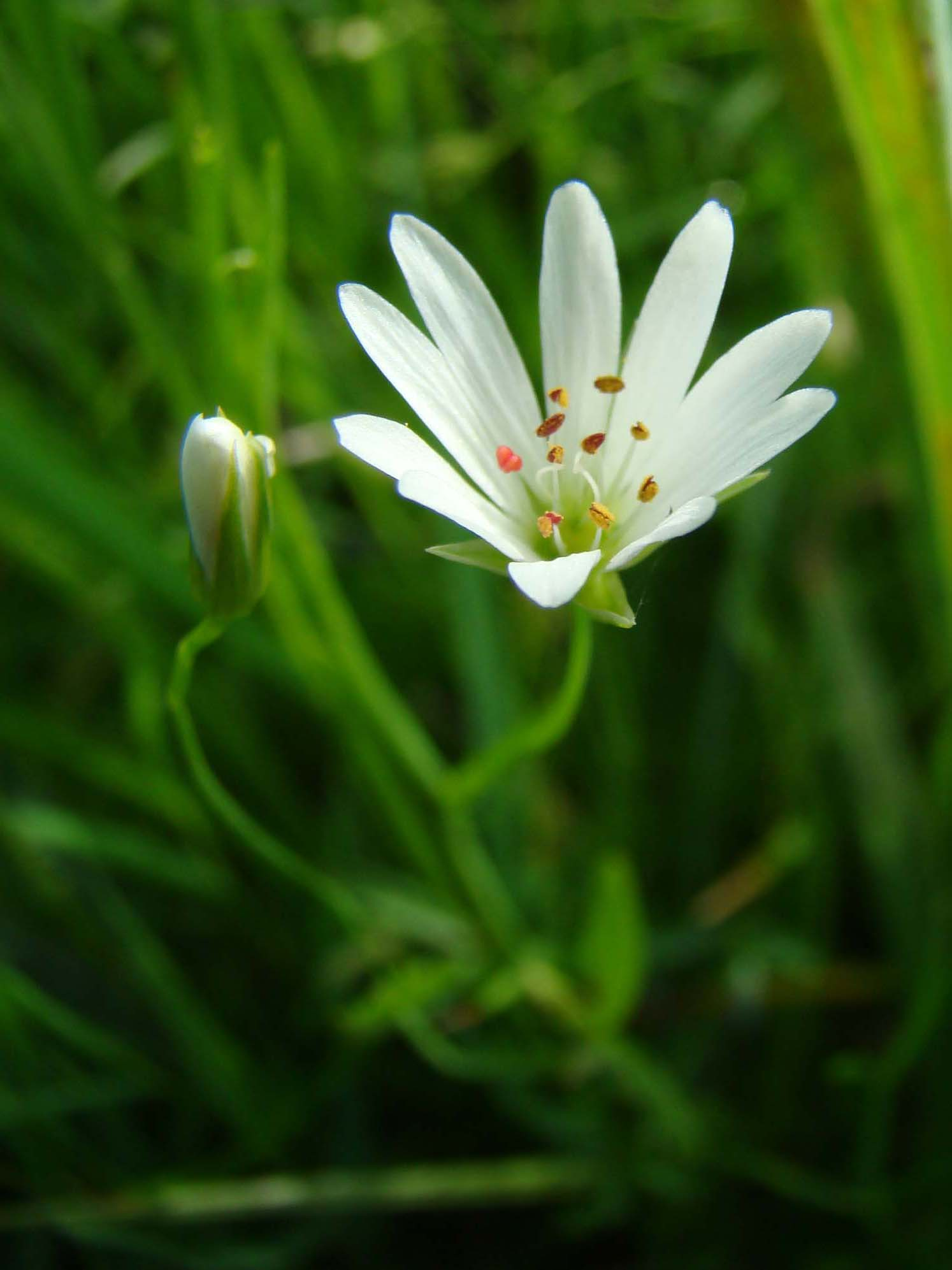
Kwiat

ŁodygaWysokości od 20 do 50 cm, gładka, 4-kanciasta.
LiścieLancetowate, naprzeciwległe, sinozielone, pokryte woskiem; podsadki nagie, na brzegach orzęsione.
KwiatyStosunkowo duże, średnicy do 2 cm, białe z ciemnymi lub czerwonawymi pylnikami, zebrane w szczytowe kwiatostany wierzchotkowe.

## Biologia i ekologia
Bylina, hemikryptofit. Rośnie w miejscach wilgotnych na torfowiskach, nad potokami, jeziorami, w rowach. W Polsce występuje w części niżowej. Kwitnie od czerwca do sierpnia.